# Triodia salina
Triodia salina är en gräsart som beskrevs av Michael Lazarides. Triodia salina ingår i släktet Triodia och familjen gräs. Inga underarter finns listade i Catalogue of Life.